# Филёва, Наталия Валерьевна
Ната́лия Вале́рьевна Филёва (27 ноября 1963, Новосибирск, РСФСР, СССР — 31 марта 2019, Франкфурт-на-Майне, Германия) — российский предприниматель, председатель совета директоров ЗАО «Группа компаний S7». В 2018 году была 4-й (с состоянием 600 млн долларов) в рейтинге богатейших женщин России, по версии журнала «Форбс» (172-е место в общем рейтинге богатейших российских бизнесменов).

## Биография
Окончила Новосибирский электротехнический институт по специальности «инженер-радиомеханик» и Новосибирский институт народного хозяйства по специальности «организация управления производством». Была замужем за гендиректором ЗАО «Группа компаний S7» Владиславом Филёвым. Воспитывала троих детей.
Председатель совета директоров ЗАО «Группа компаний S7». Управляла авиакомпаниями S7 и компанией «Глобус». Участвовала в процессе управления деятельностью всей группы S7. Являлась также владельцем группы компаний (холдинга), в которую входят авиакомпании S7 Airlines и «Глобус».
В 2006 году вошла в рейтинг самых успешных женщин России, по версии журнала «Финанс» с оценкой капитала в 155 млн долларов. В 2018 году была 4-й в рейтинге богатейших женщин России, по версии Forbes, с состоянием 600 млн долларов.
Погибла 31 марта 2019 года вместе со своим отцом Валерием Карачевым в результате авиакатастрофы при заходе на посадку частного самолёта Epic-LT авиакомпании «Глобус» в аэропорту города Эгельсбаха, расположенного недалеко от Франкфурта-на-Майне, (Германия).